# Joëlle Audibert
Joëlle Audibert (née le 31 juillet 1951) est une athlète française, spécialiste des courses de cross, de demi-fond et de fond.

## Biographie
En 1980, elle devient la première championne de France de marathon en 2 h 37 min 27 s.
Elle était au préalable double vainqueur du semi-marathon Marvejols-Mende, en ayant à chaque fois battu le record (en 1978 et 1980) ainsi que vainqueur du marathon de Neuf-Brisach (en 1979).

## Palmarès
- 13 sélections en Équipe de France A
- 6 participations aux Cross International des Nations et Championnats du monde de cross

Championnats de France Élite :
- - Championne de France de cross en 1973 à Angers
- - Championne de France de cross en 1974 au Touquet
- - Championne de France du marathon en 1980 à Montataire